# (7406) 1988 TD
1988 تي دي (ويعرف أيضًا باسم (7406) 1988 تي دي وفق تسمية الكوكب الصغير) (بالإنجليزية: 1988 TD)‏ هو كويكب ضمن حزام الكويكبات؛ وترتيبه 7406 من حيث الاكتشاف.
اكتُشف هذا الجُرم الفلكي بواسطة هيروشي كانيدا في 3 أكتوبر 1988.

## وصلات خارجية
- (7406) 1988 TD في قاعدة بيانات مختبر الدفع النفاث لأجرام النظام الشمسي الصغيرة

- الاكتشاف · مخطط المدار ·  العناصر المدارية · المعلمات المادية

- (7406) 1988 TD على موقع ويكي سكاي: DSS2, SDSS, GALEX, IRAS, Hydrogen α, X-Ray, Astrophoto, Sky Map, Articles and images